# 核磁気共鳴胆管膵管造影
核磁気共鳴胆管膵管造影（かくじききょうめいたんかんすいかんぞうえい、英: Magnetic resonance cholangiopancreatography（MRCP））は、医用画像診断法の一つである。 核磁気共鳴画像法を用いて胆道や膵管を非侵襲的に画像化する。 この検査は、胆石が胆嚢を取り囲む管のいずれかに詰まっているかどうかを判断するために用いられる。

## ERCPを代替
MRCPは、選択すべき検査法として、徐々に内視鏡的逆行性胆管膵管造影（ERCP）に取って代わってきている。MRCPは胆管系、膵管の診断精度が高く、周囲の固形臓器へのアクセスも可能である。MRCPの利点としては：
1. 非侵襲的であること。
2. 造影剤を必要としない。
3. 検査時の苦痛が少なく合併症の心配がない。
4. 膵炎・胆管炎の急性期にも施行可能である。
5. 経静脈性胆道造影のように患者の生理機能に依存しない。
6. 閉塞部より中枢および末梢側のいずれの膵胆管も描出可能である。
7. 上部消化管の再建術後や通過障害を有する患者にも施行可能である。
8. 検者の熟練を要さない。
9. 検査時間がERCP（30分）よりも短い。
10. 前処置を必要としない。
11. スタッフの数が少なくて済む。
12. 費用が少ない。
13. 電離放射線を必要としない。

ことなどが挙げられる。
MRCPは胆石の診断に用いられる。また、胆管嚢腫の診断にも非常に高い信頼性がある。MRCPは胆管系に関する情報を提供するだけでなく、周辺の臓器や血管に関する情報も提供するため、膵臓がんの切除計画や、原発性硬化性胆管炎による肝硬変や胆管がんなどの合併症の有無を調べるのにも役立つ。

## 留意点
被験者は、消化管内の液体を最小限に抑えつつ胆汁系が最大限に液体で満たされるように、少なくとも4時間絶食する必要がある。ただし、スキャン前には透明な液体や日常的な薬物の摂取は許可されている。パイナップルジュース、デーツシロップ、フェルモキシシル、アサイージュース、水などの陰性経口造影剤は、T2信号強度を減少させるのに有用であり、これにより胃および十二指腸からの信号が胆汁系からの信号に干渉するのを最小限に抑えることができる。

## MR信号の特徴
MRCPでは、T2強調MRIパルスシーケンスが多用される。このシーケンスでは、胆嚢、胆管、膵管内の静止またはゆっくりと動く液体に高信号が現れ、周囲の組織には低信号が現れる。 また、胆管のコンプライアンスを高めて画像診断を容易にするために、患者にセクレチンが投与される。

## 歴史
1991年にウォルナーによって発表された。

## 追加画像

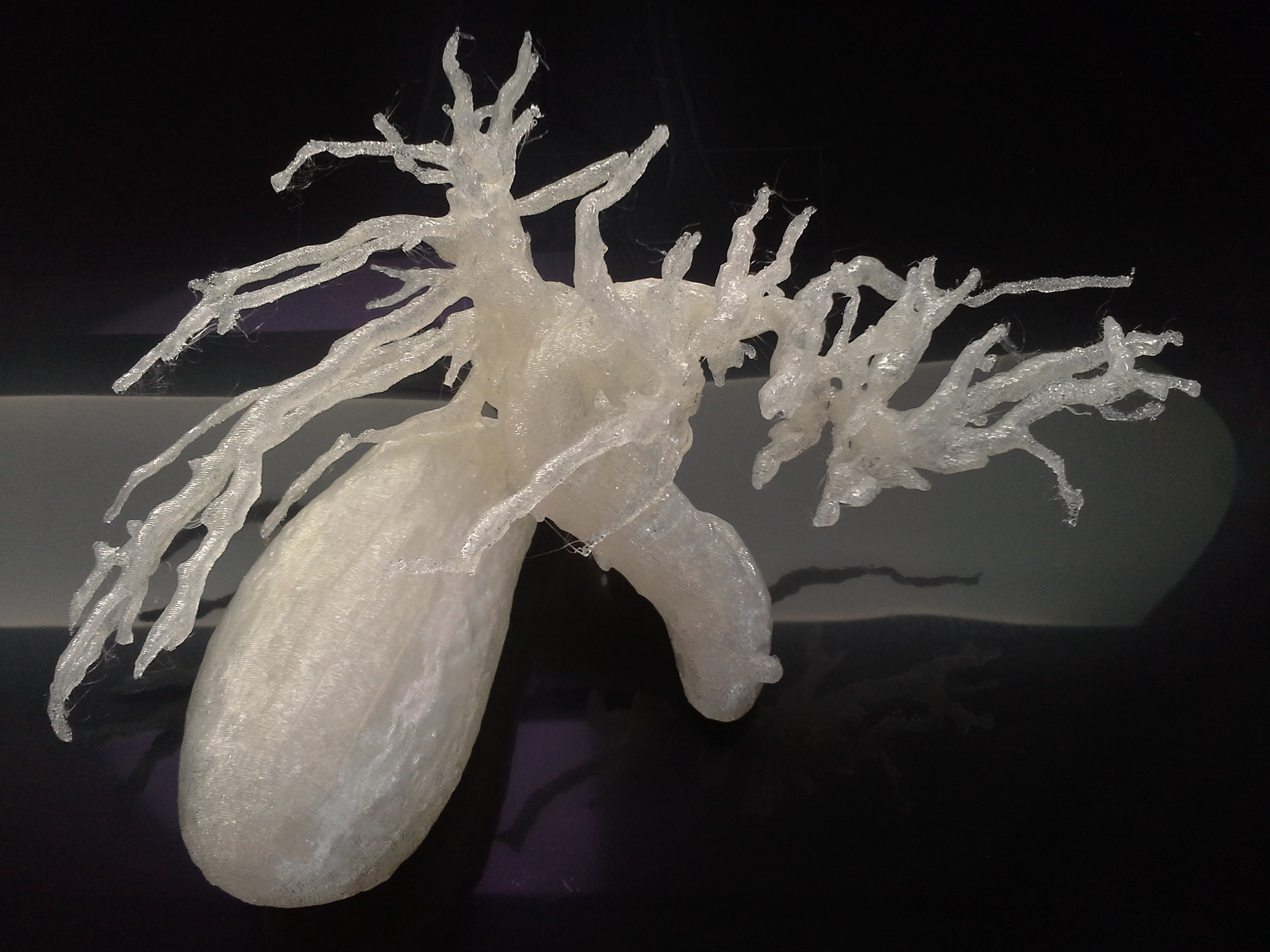
良性の胆道狭窄。 MRCPから作成された3Dファイル。
- MRCPデータから3Dプリンターで作成した良性胆道狭窄のモデル。
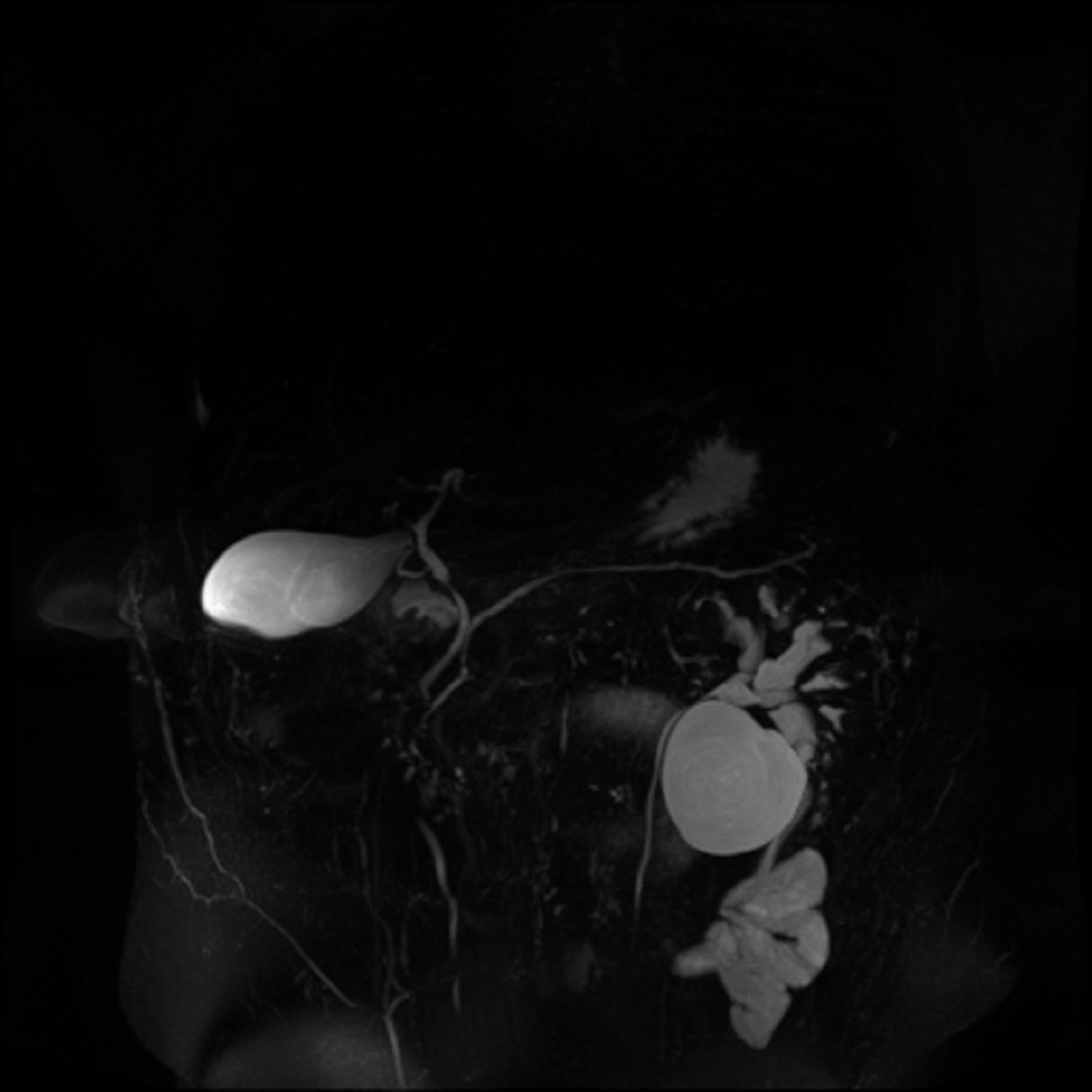
MRCP正常（腎嚢胞が見える）。